# The Vaccines
The Vaccines és un grup de música londinenc d'estil indie rock format a Londres l'any 2010. El formen Justin Young en veu i guitarra (que prèviament havia treballat sota el nom de Jay Jay Pistolet, tocant indie folk), Freddie Cowan a la guitarra (germà petit de Tom Cowan de The Horrors), l'islandès Árni Hjörvar al baix i Pete Robertson a la bateria.

## Discografia
Àlbums d'estudi
- What Did You Expect from the Vaccines? (2011, Columbia Records)
- Come of Age (2012, Columbia Records)
- English Graffiti (2015, Columbia Records)
- Combat Sports (2018, Columbia Records)

Àlbums en directe
- Live from London, England (2011)

EP's
- Please, Please Do Not Disturb (2012, Columbia Records)
- Melody Calling EP (2013)

Singles
- Wreckin' Bar (Ra Ra Ra) / Blow It Up (2010)
- Post Break-Up Sex (2011)
- If You Wanna (2011)
- All In White (2011)
- Nørgaard (2011)
- Wetsuit / Tiger Blood (2011)
- Why Should I Love You? (2012)
- No Hope (2012)
- Teenage Icon (2012)
- I Always Knew (2012)
- Bad Mood (2012)

Banda sonora
Aparicions a videojocs:
- La cançó "Wreckin' Bar (Ra Ra Ra)" a la sèrie britànica SKINS cinquena temporada episodi 1
- La cançó "Wreckin' Bar (Ra Ra Ra)" al videojoc FIFA 12 de EA Sports i Electronic Arts
- La cançó "Bad Mood" al videojoc Need for Speed: Most Wanted (videojoc de 2012) de Criterion Games

Aparicions a Sèries de televisió
- La cançó "Wreckin' Bar (Ra Ra Ra)" a la sèrie original de HBO® Girls Arxivat 2013-01-27 a Wayback Machine..
- La cançó "I Always Knew" al final de la segona temporada de New girl

Aparicions a pel·lícules:
- La cançó "Wreckin' Bar (Ra Ra Ra)" a la pel·lícula Love Bite 2012.

"If You Wanna", el tercer single de The Vaccines, del seu tercer àlbum What Did You Expect from The Vaccines? que va aparèixer al Regne Unit el 18 de març de 2011 s'ha fet molt popular, entre altres coses, pel seu ús en anuncis de Rimmel London l'any 2012 i al nostre país per ser la cançó de l'anunci d'Estrella Damm en la campanya de l'estiu 2014.